# 世紀の遺書
世紀の遺書（せいきのいしょ）は、第二次世界大戦敗戦後に戦犯として刑死および獄死した人々の遺書を編纂した遺稿集。『世紀の遺書』という書名は、「二十世紀が後世にのこす遺書」の意図がこめられている。
巣鴨プリズン内に置かれた「巣鴨遺書編纂会」の呼びかけで遺族その他から遺書や遺稿が寄せられ、多くの人の協力と援助によって1953年（昭和28年）12月に初版4000部が出版された。その後、第2版（1954.3）、第3版、第4版（1954.12）まで版を重ね、4版で延べ13,000部を数えた。復刻版が1984年（昭和59年）8月、講談社で出版された。

## 書誌情報
- 『世紀の遺書』編集：東京都 巣鴨プリズン内巣鴨遺書編纂会、発行：巣鴨遺書編纂会刊行事務所、印刷所：信行社 1953年12月 Webcat Plus
- 『復刻 世紀の遺書』編集：巣鴨遺書編纂会、編集著作権者：白菊遺族会、発行：講談社 昭和59年（1984年）、3800円 ISBN 4-06-200836-X
復刊に際し遺族が再掲に同意しなかった部分は空白となっている。

## 内容
第二次世界大戦で日本が降伏した後、連合国から戦争犯罪容疑者として国際軍事法廷で裁かれ「戦争犯罪人」として、日本及び外地で亡くなった人々の遺書を可能な限り収集し、編纂したもの。
戦犯死没者約1000名は亡くなった場所もさまざまで、日本、中国、蘭印（蘭領東印度）、ビルマ、マレー・北ボルネオ、香港、豪州、仏印（仏領印度支那）、比島、グアム島など、広汎にわたる。また階級も大将から工員、民間人までさまざまである。軍属や通訳であった朝鮮・台湾出身45名も含まれる。『世紀の遺書』に掲載された遺書ないし遺稿は701篇に上った。
編纂委員会は、死刑となった人々だけでなく収容中に病死、事故死、あるいは自決した人も「戦争裁判のために斃れた人々」として、その遺書をこの中に含めている。なお関係者は「法務死」と呼んでいる。
この書により、それまであまり知られていなかったBC級戦犯の存在に世間の注目が集まり、短期間に4版を重ねたという。

## 名前の由来
この出版実現に尽力した中村正行（のちに勝五郎に改名）は、「世紀の遺書」という書名は、「二十世紀が後世にのこす遺書」の意であるとする。

## 刊行
1952年（昭和27年）4月28日にサンフランシスコ講和条約が発効し、正式に日本国政府と連合国との間の「戦争状態」は終結し講和独立が成立した。1952年8月に、巣鴨プリズンで「巣鴨遺書編纂会」が結成された。会は戦犯死没者の遺族に遺書を寄せるよう呼び掛け、集まった遺書をまとめていった。編纂会は「数人」で構成されたが、具体名は『世紀の遺書』には記されていない。発起したのは、西部軍事件で死刑囚となり終身刑に減刑されていた冬至堅太郎（1956年恩赦で釈放される）とされている。
当初は出版のあてもなく、ただ 謄写印刷して遺族や公共機関に配布予定だったが、重要性を鑑み活版印刷が望ましいということになった。巣鴨プリズン担当の教誨師田嶋隆純（真言宗僧侶）が、二代目中村勝五郎・正行父子に支援を請い、その援助を得て、1953年（昭和28年）に『世紀の遺書』出版が実現した。装丁は中村岳陵、外函装丁は東山魁夷である。
中村家は、千葉県市川市で味噌製造業を営む傍ら、芸術家を後援し競馬会でも重きをなしていたが、戦犯者への援助も行っていたため、遺稿集出版への助力を請われたもの。中村の人脈により、装丁には中村岳陵の手になる三羽の鳩（表表紙）、鉄格子をしのばせる縦縞（裏表紙）、山桜の花（見返し）、東山魁夷による黎明の山の姿（外函）が無償で提供された。また印刷を受け持った信行社も実費で引き受けたため、出版に要した経費は大幅に削減されたという。

## 著作権と許諾
1958年（昭和33年）5月、巣鴨プリズンがGHQから日本に返還され、同月30日には最後の戦犯18名が釈放され、編纂会も解散した。この『世紀の遺書』の編集著作権は白菊遺族会に寄贈された。第4版は遺族会から出版され、その利益金は遺族会の一助となった。
その後、遺族会は復刻の薦めを断り続けていたが、1983年、三代目中村勝五郎を通して講談社から復刻再版の提案があり、遺族会としては再版について中村に一任することになり、1984年、復刻再版が実現した。
講談社の復刻版でも、編集著作権者として白菊遺族会の名前が併記されている。復刻に際し講談社は遺族に可能な限り連絡をとり、掲載許可を求めた。遺族に了承を求めたが得られなかった37人の箇所は空白状態になっている（併せて約100頁分ある）。

## アガペの像（愛の像）
『世紀の遺書』による利益金のうち、200万円は「アガペの像」（愛の像）の材料費に充てられ、横江嘉純は制作を無料奉仕で引き受けた。「アガペの像」は東京駅前広場（丸の内）に設置され、昭和30年11月11日に除幕式を迎えた。東京駅の駅舎改修工事に伴い、2007年10月に撤去されたが、2017年12月に完了した東京駅丸の内駅前広場の整備事業で駅前に再設置された。